# Christian Adolf af Slesvig-Holsten-Sønderborg
Christian Adolf, hertug af Slesvig-Holsten-Sønderborg(-Franzhagen) (3. juni 1641 – 2. januar 1702) var en af de mange afdelte sønderborgske hertuger. Han var hertug af Slesvig-Holsten-Sønderborg fra 1653 til 1667.
Han var søn af Hertug Hans Christian af Slesvig-Holsten-Sønderborg. Ved faderens død i 1653 arvede han faderens lille hertugdømme, der imidlertid gik konkurs i 1667 og blev inddraget under kronen.

## Biografi
Christian Adolf blev født den 3. juni 1641 i Sønderborg som fjerde barn og ældste overlevende søn af Hertug Hans Christian af Slesvig-Holsten-Sønderborg og Anna af Delmenhorst. Han arvede 1653 ved sin faders død det lille hertugdømme Sønderborg, som alt den gang var hårdt tynget af gæld. Under hans moders formynderskab forøgedes denne stadig, især i de ulykkelige krigsår, og samtidig voksede de resterende skatter, medens hans farbrødre forgæves krævede de dem tilkommende deputater. 1664 nedsattes der en kongelig kommission til at ordne disse forhold, i det følgende år en anden, 1666 en revisionskommission og 1667 en fjerde til at tage hertugdømmet under konkursbehandling. prioritets- og eksekutionsdommene blev afsagt i slutningen af samme år, og den kongelige statholder, Frederik Ahlefeldt, tog derefter med magt Sønderborg Slot og by i besiddelse for kongen, medens godserne tildeltes forskellige kreditorer med indløsningsret for Kronen. Hertug Christian Adolf protesterede forgæves imod denne fremfærd både indenlands og udenlands; han opnåede kun senere at få et livsvarigt pengedeputat.
1676 ægtede han Eleonore Charlotte af Sachsen-Lauenborg (1646-1709), med hvem han fik godset Franzhagen i Lauenburg. Han døde 2. januar 1702 i Hamburg. Hans linje, den ældste af Huset Sønderborg, uddøde kort efter (1709) med sønnesønnen Christian Adolf.

## Ægteskab og børn
Christian Adolf giftede sig mellem den 31. oktober og 1. november 1676 i Franzhagen med Eleonore Charlotte af Sachsen-Lauenburg, datter af Hertug Frans Henrik af Sachsen-Lauenburg. De fik tre børn:
| Navn              | Født            | Død              | Bemærkninger                                                |
| ----------------- | --------------- | ---------------- | ----------------------------------------------------------- |
| Leopold Christian | 25. august 1678 | 13. juli 1707    | Gift morganatisk med Anna Sophie Segelke                    |
| Ludvig Karl       | 4. juni 1684    | 11. oktober 1708 | Gift morganatisk i 1705 med Barbara Dorothea von Winterfeld |
| Johan Frans       | 30. juli 1685   | 22. januar 1687  |                                                             |

## Eksterne links
- Hans den Yngres efterkommere